# Gołkowice Górne

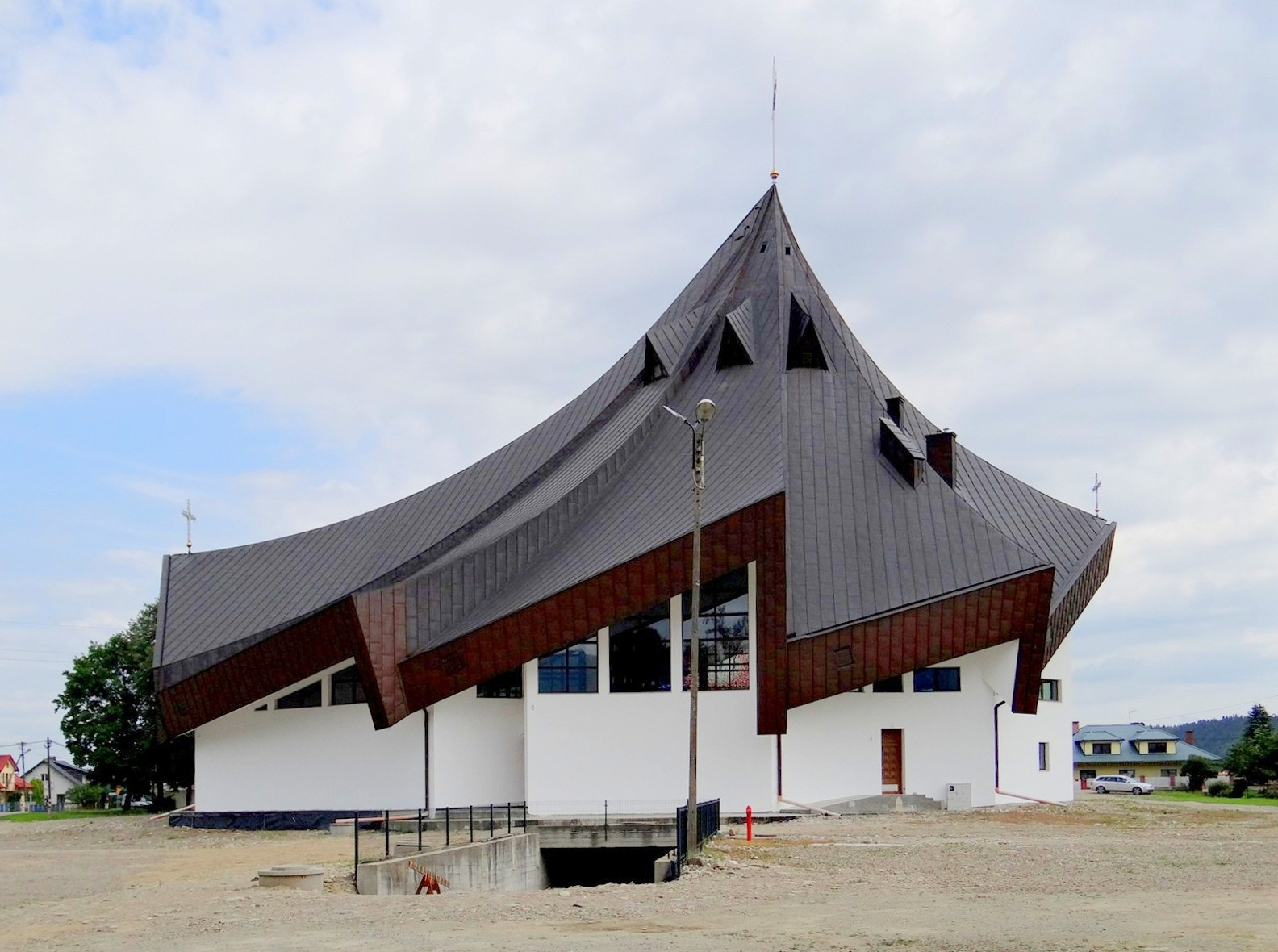
Nowy kościół

Gołkowice Górne (do 29 maja 1953 Gołkowice Polskie) – wieś i sołectwo w Polsce położone w województwie małopolskim, w powiecie nowosądeckim, w gminie Stary Sącz, w dolinie Dunajca, przy drodze Nowy Sącz – Szczawnica.

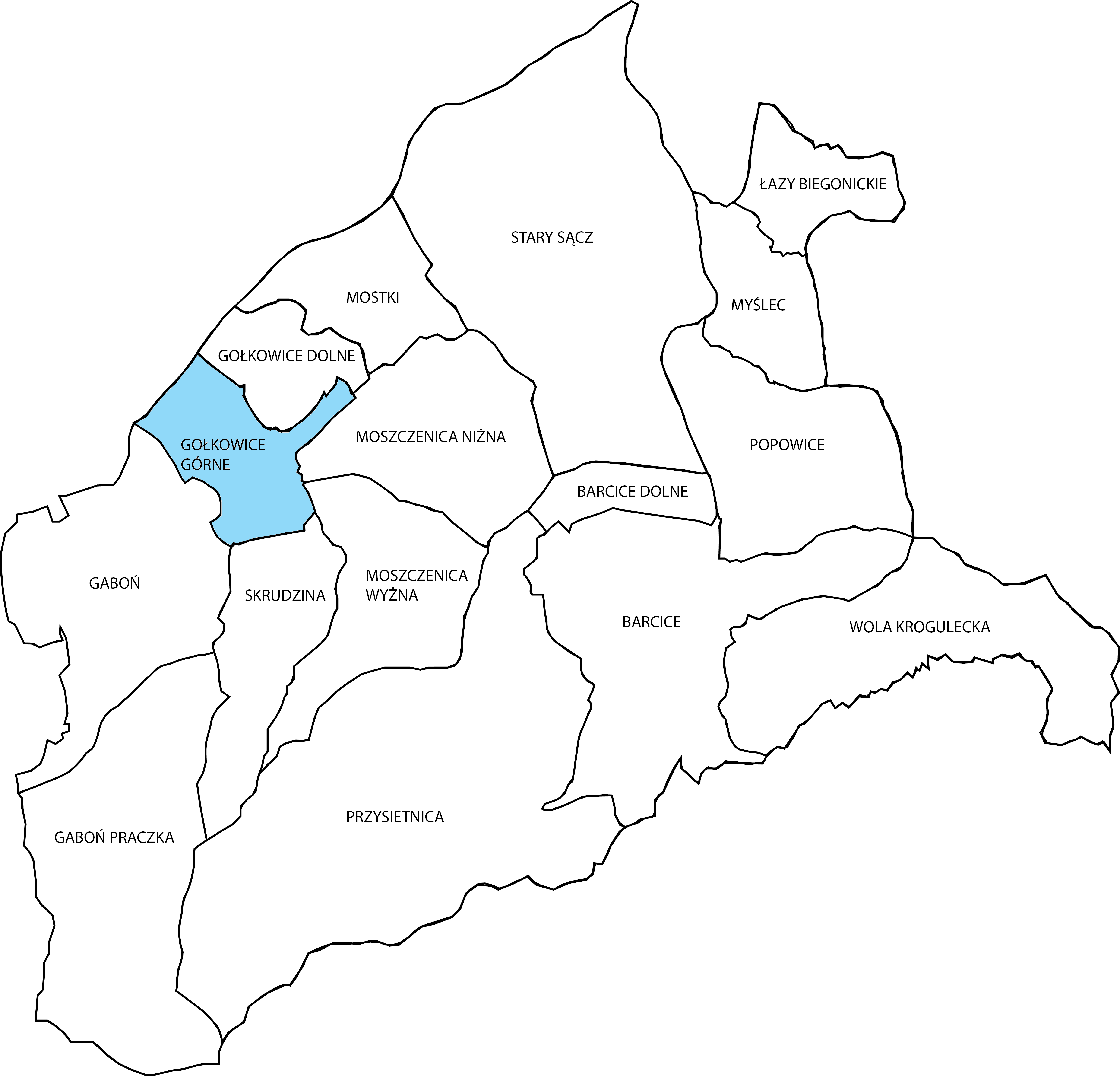
Granice sołectwa Gołkowice Górne.

W latach 1954–1972 wieś należała i była siedzibą władz gromady Gołkowice Górne. W latach 1975–1998 miejscowość administracyjnie należała do województwa nowosądeckiego.
Wieś należała do klarysek ze Starego Sącza. 
W 1782 roku folwark został zajęty przez rząd austriacki i część majątku przekazano kolonistom niemieckim. W ten sposób nastąpił podział na Gołkowice Polskie (obecnie Gołkowice Górne) i Gołkowice Niemieckie (obecnie Gołkowice Dolne).
We wsi znajdują się, m.in.:
- Szkoła Podstawowa im. Jana Pawła II
- Przedszkole Niepubliczne Sióstr Karmelitanek Dzieciątka Jezus,
- Klasztor Sióstr Karmelitanek Dzieciątka Jezus,
- Parafia św. Antoniego Padewskiego.

## Integralne części wsi
| SIMC    | Nazwa    | Rodzaj    |
| ------- | -------- | --------- |
| 0465638 | Podlesie | część wsi |

## Ochotnicza straż pożarna
Ochotnicza Straż Pożarna w Gołkowicach Górnych istnieje od 1922 roku. Jest jednostką włączoną do Krajowego systemu ratowniczo-gaśniczego, posiada na wyposażeniu samochody  Mercedes Benz 814D GLBA 1/12. Od grudnia 2018 jednostka posiada MANa GCBARt i przyczepę z łodzią.